# 大空號列車
大空（日语： Ōzora */?）是由北海道旅客鐵道（JR北海道）所營運，往來北海道札幌與釧路之間的特急列車。

## 概要
列車的前身，爲1961年首次投入服務，同樣往來於札幌與釧路間的第一代的舊·大空號列車。1990年起，大空號當中，來往札幌至带广的短線列車從大空號中分拆出來，重命名爲「十勝」號列車。
1997年3月22日開始，「大空」號逐漸改用由富士重工業與JR北海道苗穂工廠製造的新型列車、283系行駛，爲了方便辨認，使用新列車行駛的班次名爲「超級大空」號。2020年3月14日調圖後，基於所有舊款列車已經退出營運，爲簡化列車命名，所有班次復名「大空」號。
根據2020年3月運行圖調整後所採用的班次編排，往來札幌、釧路兩地300多公里間，所需時間最快可在3小時58分裡到達。。

## 運行概況
截至2020年3月14日時，「大空」號每日在札幌站－釧路站間運行6對來回班次。列車最高速度爲110km/h。所需時間爲3小時58分鐘至4小時20分鐘左右不等。

2013年10月31日前，每日運行7對來回班次；最高速度爲每小時130公里，所需時間最短只需3小時35分，但後來發生了石勝線特急列車脫軌火災事故（後述），同年11月1日起最高速度減低至每小時110公里，同時縮減班次。
在冬季期間（大概11月下旬至翌春溶雪時期），由於行駛過程中附在車輛上的冰雪會掉落路軌，爲防引起道碴等雜物反彈造成意外，列車不停站通過車站時或會減速行駛，而造成延誤。

### 停車站
- 由於石勝線新夕張站－新得站之間路段，自開業起都沒有普通列車行駛，故僅限於新夕張－新得間各站之間，可單憑乘車券（基本車票）乘搭本列車的普通車廂自由席，而無需額外購買特急券。

- ●：停車站
- →・←：不停站通過

| 方向                   | 号数 | 札幌站 | 新札幌站 | 南千歲站 | 追分站 | 新夕張站 | 占冠站 | 苫鵡站 | 新得站 | 十勝清水站 | 芽室站 | 带廣站 | 池田站 | 浦幌站 | 白糠站 | 釧路站 |
| ---------------------- | ---- | ------ | -------- | -------- | ------ | -------- | ------ | ------ | ------ | ---------- | ------ | ------ | ------ | ------ | ------ | ------ |
| 下行 （ 札幌 ↓ 釧路 ） | 1号  | ●      | ●        | ●        | ●      | ●        | →      | ●      | ●      | →          | →      | ●      | ●      | →      | →      | ●      |
| 下行 （ 札幌 ↓ 釧路 ） | 3号  | ●      | ●        | ●        | ●      | ●        | ●      | ●      | ●      | →          | →      | ●      | ●      | →      | ●      | ●      |
| 下行 （ 札幌 ↓ 釧路 ） | 5号  | ●      | ●        | ●        | →      | →        | →      | ●      | ●      | →          | →      | ●      | ●      | →      | ●      | ●      |
| 下行 （ 札幌 ↓ 釧路 ） | 7号  | ●      | ●        | ●        | ●      | ●        | →      | ●      | ●      | →          | →      | ●      | ●      | →      | ●      | ●      |
| 下行 （ 札幌 ↓ 釧路 ） | 9号  | ●      | ●        | ●        | ●      | ●        | →      | ●      | ●      | ●          | ●      | ●      | ●      | →      | ●      | ●      |
| 下行 （ 札幌 ↓ 釧路 ） | 11号 | ●      | ●        | ●        | ●      | ●        | →      | ●      | ●      | →          | →      | ●      | ●      | ●      | ●      | ●      |
| 上行 （ 釧路 ↓ 札幌 ） | 2号  | ●      | ●        | ●        | ●      | ●        | ●      | ●      | ●      | ●          | ●      | ●      | ●      | ●      | ●      | ●      |
| 上行 （ 釧路 ↓ 札幌 ） | 4号  | ●      | ●        | ●        | ←      | ←        | ←      | ●      | ●      | ←          | ←      | ●      | ●      | ←      | ←      | ●      |
| 上行 （ 釧路 ↓ 札幌 ） | 6号  | ●      | ●        | ●        | ←      | ←        | ←      | ●      | ●      | ←          | ←      | ●      | ●      | ←      | ●      | ●      |
| 上行 （ 釧路 ↓ 札幌 ） | 8号  | ●      | ●        | ●        | ●      | ●        | ←      | ●      | ●      | ←          | ←      | ●      | ●      | ←      | ●      | ●      |
| 上行 （ 釧路 ↓ 札幌 ） | 10号 | ●      | ●        | ●        | ●      | ●        | ←      | ●      | ●      | ←          | ←      | ●      | ●      | ←      | ●      | ●      |
| 上行 （ 釧路 ↓ 札幌 ） | 12号 | ●      | ●        | ●        | ←      | ←        | ←      | ●      | ●      | ←          | ←      | ●      | ●      | ←      | ●      | ●      |

截至2020年3月14日的資料

### 使用車輛、編組
| 1   | 2    | 3  | 4  | 5  |
| G多 | (指) | 指 | 自 | 自 |

| 1   | 2    | 3  | 4  |
| G多 | (指) | 指 | 自 |

截至2022年3月時，統一使用Kiha 261系1000番台行駛。基本使用5節編組運行。列車設有綠色車廂及普通車廂2個等別，261系的2号車設有無障礙設施。
以前基於客量需求，每班車均曾長期加掛額外車廂，常態化增結至9節編組行駛繁忙期間亦曾最多加掛至11節車廂。。
在月台有效長度不足的車站停站時，車尾的1-2節車廂的車門不會開啓，屆時乗客需要從其他車廂下車。
在2006年開始升級改造普通車廂內的指定席座位，於2008年3月全部完成。後續在2011年開始升級改造綠色車廂的座椅及設備，將座椅材質、空間調整，並增加照明用LED座燈和可讓行動電話使用的充電插座。

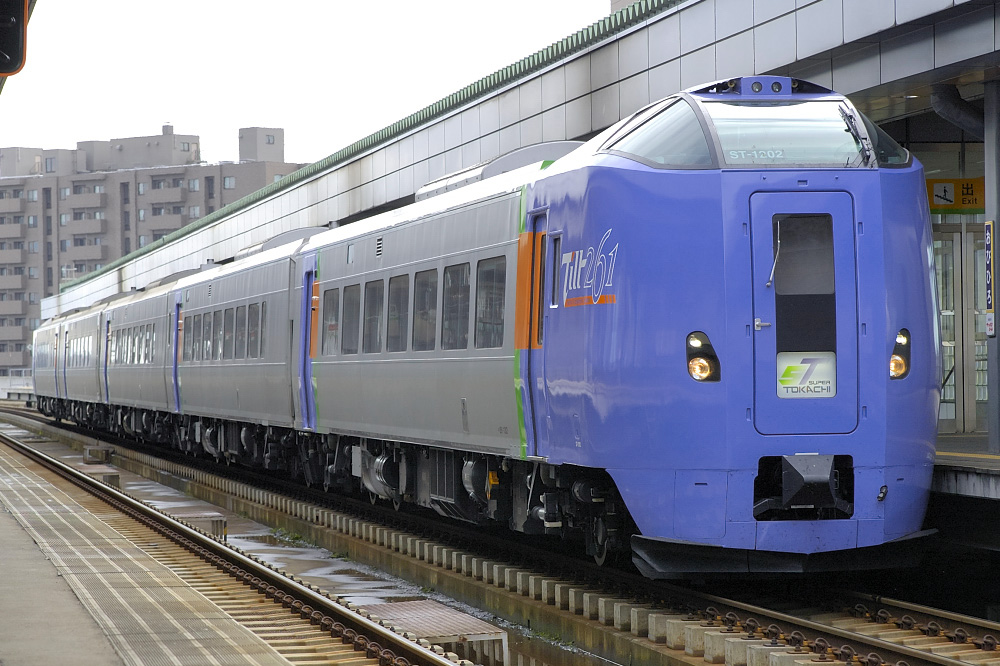
KiHa261系1000番台「超級十勝」 （2007年 帶廣站）
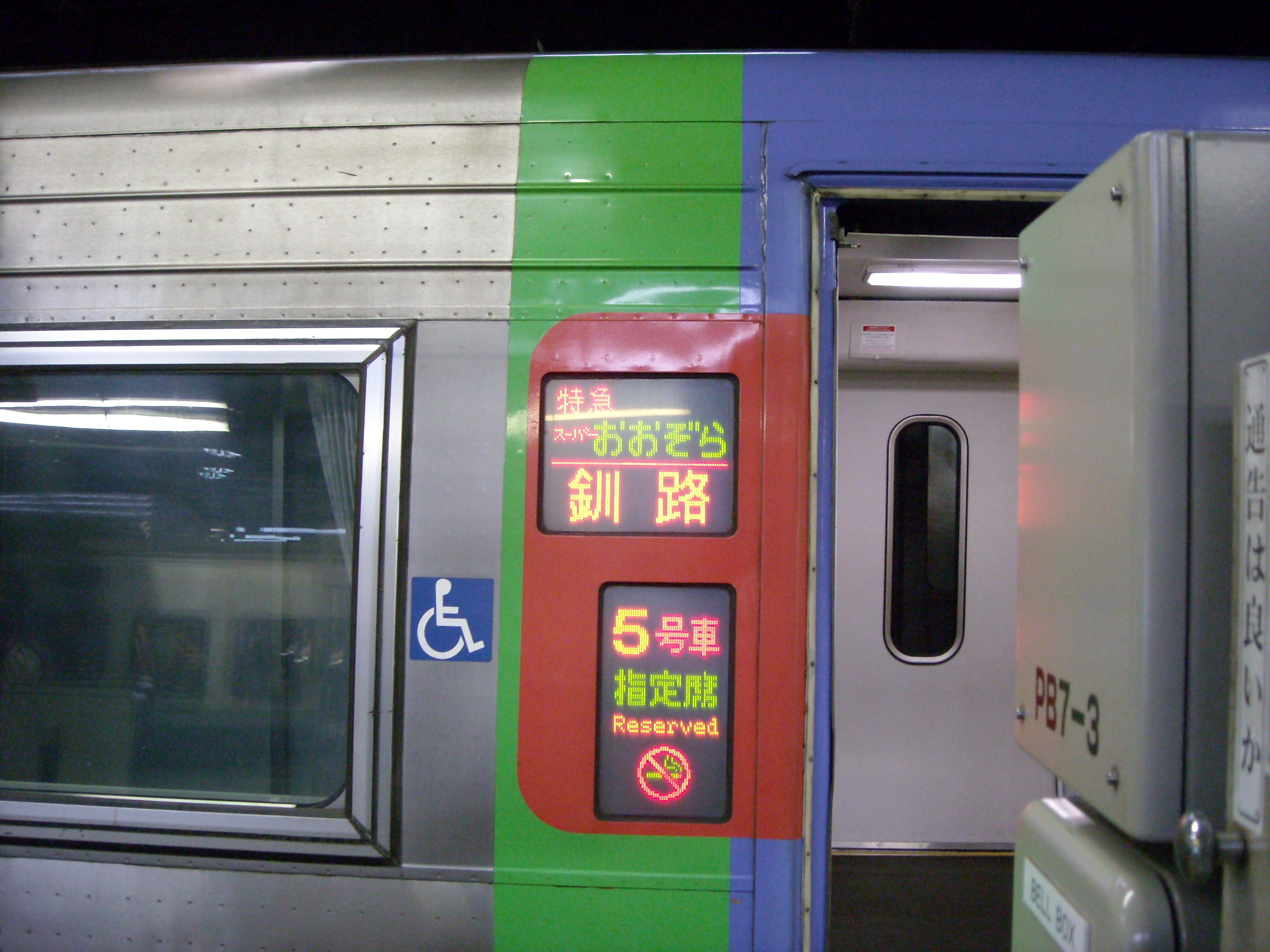
「超級大空」目的地顯示（2010年 札幌站）

##### 過去用車
大空・超級大空
- KiHa183系
- KiHa80
- KiHa283系

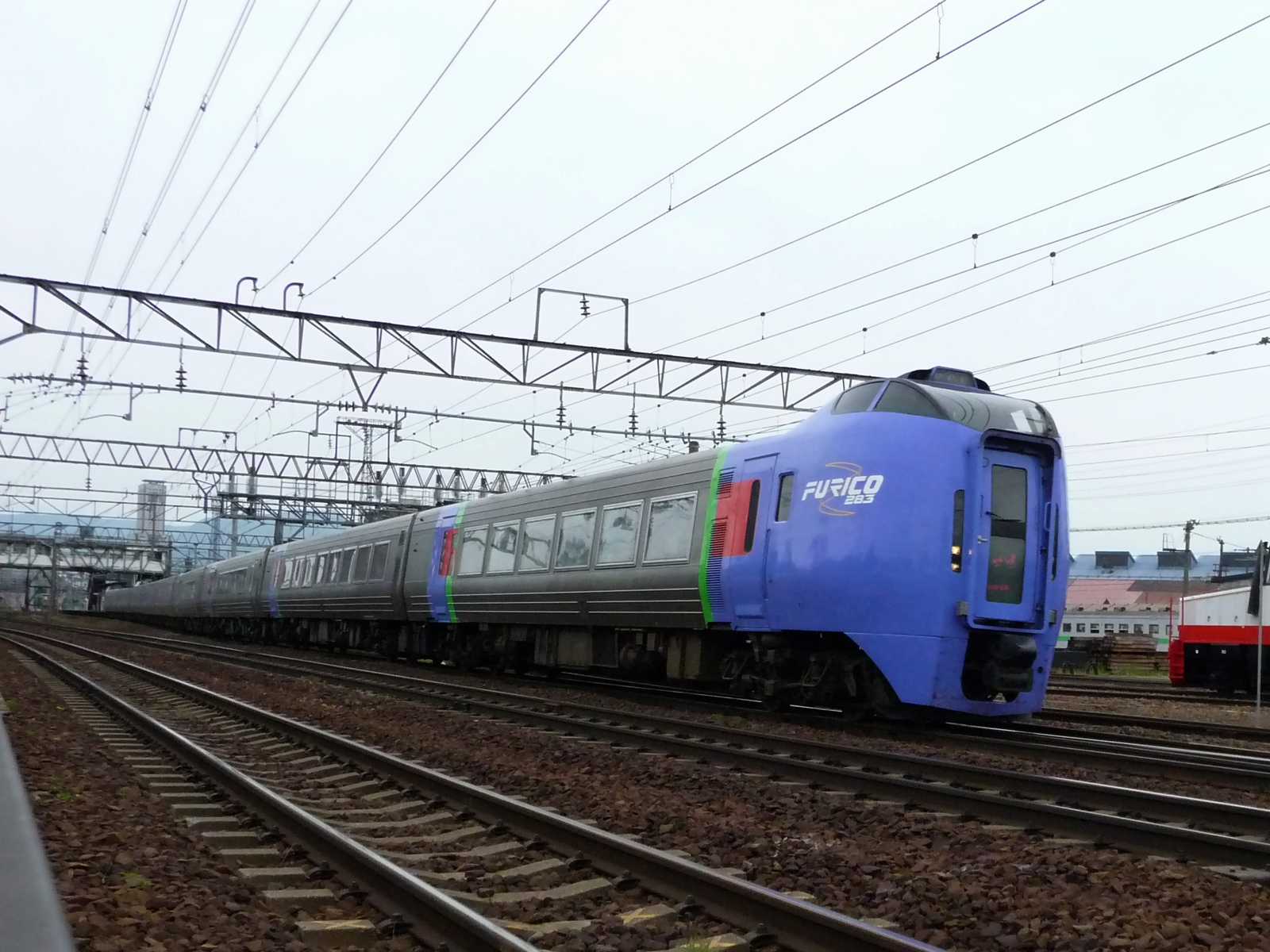
正通過苗穗站的Kiha 283系
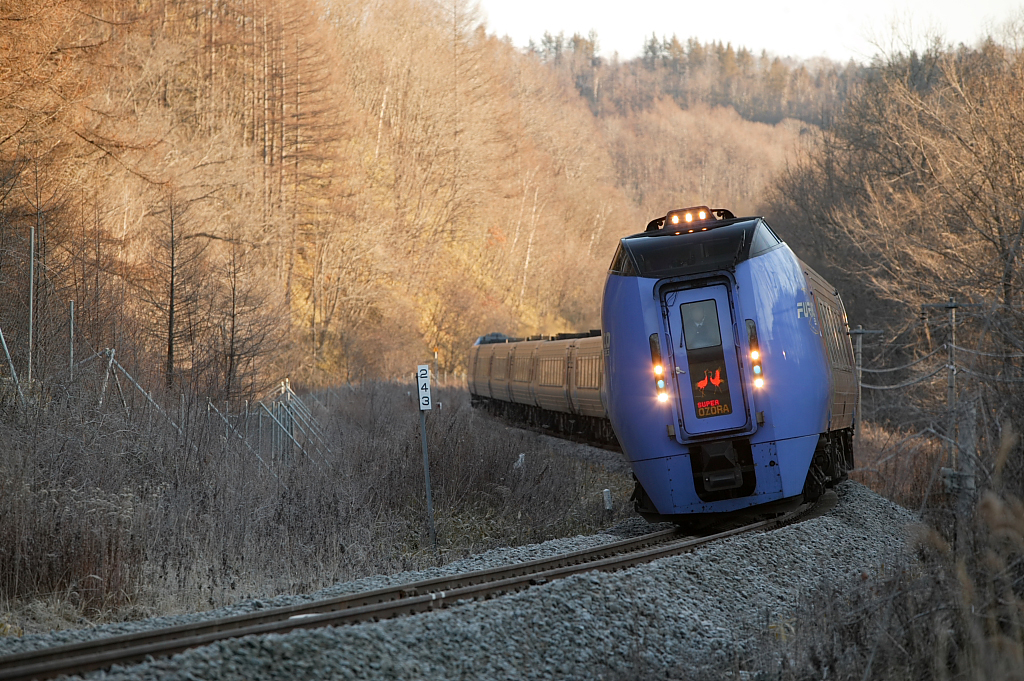
行駛於浦幌站及上厚内站間的Kiha 283系 （2007年1月4日）

十勝・超級十勝
- 183系
- 283系

## 事故
因大空號會行經野外山林區域，較易發生與梅花鹿等誤闖鐵道的北海道野生動物相撞、而造成延遲情況的發生。

### 石勝線特急列車脫軌火災事故
一次嚴重的意外是在2011年5月27日發生之石勝線特急列車脫軌火災事故。一列往札幌方向的Kiha 283系「超級大空」号列車，在石勝線占冠站至新夕張站間的清風山號誌站附近脱軌，其後全車起火焚毀。該意外除造成旅客及工作人員共30多人受傷。
意外暴露了北海道內的特急列車，長時間在過酷條件，尤其冬季運行時，給車輛保養帶來了極高的負擔。除了在平原以最高每時130公里的高速行駛外，山區連續上下坡以及在急彎的前後不斷加速和減速，令列車的動力設備（例如發動機和變速箱）受到極大的負荷。另外，前述列車經常跟野生動物發生碰撞事故，而需要急速煞車，對於起落架設備（例如制动系統和車輪）造成很大負荷。此外，冬季的温差（在寒冷的道東和相對溫暖的道央區域之間來回；以及附在車身上的水分在經過溫暖的隧道、和極度寒冷的戶外時，反复凍結並融化）也是造成意外的原因。
這次事故影響之下，JR北海道考慮到往後安全及維護方面的因素，於2013年9月決定讓Kiha 283系列車的最高時速從每小時130公里調低到每小時110公里。

## 虛構作品
2014年日本吉卜力工作室在夏季推出、以北海道為舞台的動畫《回憶中的瑪妮》（思い出のマーニー），有將超級大空號列車採用在劇情前段的部份場景中。

## 歷史

### 大空號列車（第一代）
（舊）第一代大空（日语：おおぞら）是由日本鐵路公司北海道旅客鐵道曾在1961至2001年期間營運，往來函館至旭川，以及函館與釧路之間服務的特別急行列車。

#### 運行狀況
於1961年10月1日起，大空號列車開始採用作為函館與旭川之間往來的特別急行列車，之後在1967年3月1日則將路線改編成往來函館和釧路兩地。1981年則將路線改從石勝線經過、減少原先路途上需花費的時間。
1997年3月22日北海道旅客鐵道開始將新款的JR北海道Kiha 283系柴聯車正式上線運行、作為往後替代大空號的超級大空號列車之車輛型號，之後大空號的班次便開始遞減，在2001年6月30日則全面停止服務。
大空號在結束運作後有將使用的車輛改裝成其它特別急行列車使用，如同樣往來札幌與釧路之間、在2001年至2008年運行的夜間快車毬藻號列車。

#### 車輛型號
初期在1961年運作服務時，大空號的車輛是採用Kiha 80系柴油列車，最高時速為每小時100公里。之後在1980年開始改用Kiha 183系，效能上則可達到小時110公里。

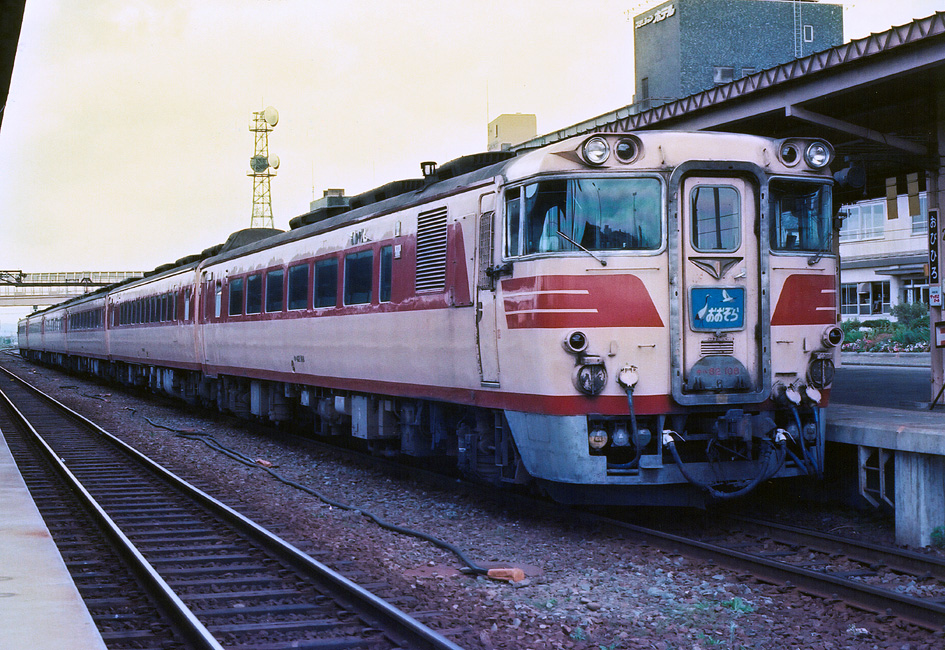
Kiha 80系車款的大空號。
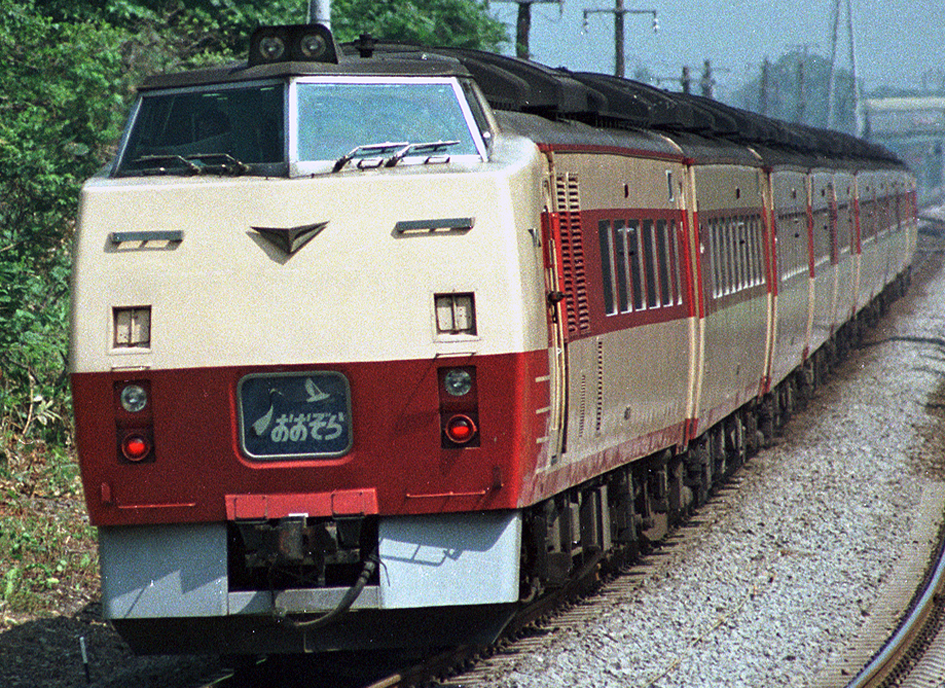
Kiha 183系車款的大空號。

## 外部連結
- JR北海道的超級大空號列車官方網頁 （页面存档备份，存于）（日語）